# Чернов, Александр Владимирович (поэт)
Александр Владимирович Чернов (род. 7 января 1951, Петропавловск-Камчатский) — украинский русскоязычный поэт, прозаик, журналист.

## Биография
Родился в семье офицера бронетанковых войск. С 1955 года живёт в Киеве. Учился в Киевском инженерно-строительном и педагогическом институтах. Служил в Советской Армии. Работал кочегаром, кондуктором, дорожным рабочим, экскурсоводом, журналистом, редактором. Окончил Литературный институт им. Горького (1981).
Публикуется с 1974 года. В 1970—1980-е гг. был связан с поэтическим течением метареалистов (Иван Жданов, Александр Ерёменко, Алексей Парщиков, Илья Кутик и др.).
В 1977 году в Коктебеле участвовал в создании литературного объединения Добровольного Общества Охраны Стрекоз (ДООС).
Член Национального Союза писателей Украины, Союза российских писателей, Русского ПЕН-центра. Лауреат премии журнала «Футурум арт»(2005) и литературной премии им. Николая Ушакова (2006).
Автор пяти книг стихотворений:
- «Глазомер». Москва: «Молодая гвардия» (1988)
- «Подробности». Киев: «Молодь» (1989),
- «Фуникулер». Киев: «Визант» (2002),
- «Глазомир». Киев. ИД Бураго (2003),
- «Леденцовый период». Киев. ИД «Чили» (2006)

и книги фантастической прозы «Окончательный текст и другие идиллии». Киев: ИД Бураго (2006) (в соавторстве с Рафаэлем Левчиным).
Стихи также публиковались в восьми антологиях русской поэзии, среди которых: «Русская поэзия. XX век.», «Крым в русской поэзии», «Освобождённый Улисс».
Переведён на немецкий, английский и французский языки.